# Indisk jätteekorre
Indisk jätteekorre (Ratufa indica) är en däggdjursart som först beskrevs av Johann Christian Polycarp Erxleben 1777. Den ingår i släktet jätteekorrar och familjen ekorrar.

## Underarter
Catalogue of Life samt Wilson & Reeder (2005) skiljer mellan 4 underarter:
- Ratufa indica indica (Erxleben, 1777)
- Ratufa indica centralis Ryley, 1913
- Ratufa indica dealbata (Blanford, 1897)
- Ratufa indica maxima (Schreber, 1784)

## Utbredning och habitat
Denna jätteekorre förekommer i flera från varandra skilda populationer i Indien, speciellt i Östra Ghats, Västra Ghats och Satpurabergen. Arten vistas på höjder mellan 180 och 2 300 meter. Habitatet utgörs av tropiska städsegröna skogar och fuktiga skogar med lövfällande träd.

## Utseende
Arten blir 25 till 45 cm lång (huvud och bål) och har en svans på mellan 20 och 40 cm. Den väger oftast 1,5 till 2 kg och sällan upp till 3 kg. Pälsen på ovansidan är färgad i ett två- till tretonsmönster i svart, brunt och djuprött. Buken och framfötterna är vanligen blekt smutsgula till krämfärgade. Nosen och läpparna är skära, medan kinder och bröst är vitaktiga, krämfärgade till orange. Svansen är lång och kraftig med ljusbrun päls utom på den vitaktiga spetsen. Öronen är små och avrundade. Alla tår har kraftiga klor.

## Ekologi
Individerna är aktiva på dagen och lever vanligen ensamma. De håller sig i regel gömda i den täta växtligheten. Bona inrättas i håligheter i trädstammarna. Indisk jätteekorre uppehåller sig vanligen i träden och kommer sällan ner till marken. Den äter frukter, nötter, bark och blommor samt insekter och ägg. Själv utgör den föda åt katter, viverrider, rovfåglar och ormar.
Det är inte ovanligt att en hane och hona kan leva tillsammans en längre tid även utanför själva parningen. Det förefaller som om denna kan äga rum när som helst under året, eventuellt även flera gånger per år. Dräktigheten varar 28 till 35 dagar och sedan föds en eller två outvecklade ungar, sällan trillingar. Före ungarnas födelse byggs ett näste av blad och kvistar bland trädgrenarna. Där lever ungarna sina första veckor. I fångenskap kan arten leva upp till 20 år.

## Bevarandestatus
IUCN kategoriserar arten globalt som livskraftig. Populationerna minskar emellertid, främst på grund av habitatförlust till följd av industrialisering, plantageanläggning, skogsavverkning och jakt. Speciellt intensiv är jakten i Östra Ghats, där populationsnedgången betecknas som "alarmerande" ("alarming").